# Richard Dawkins
Clinton Richard Dawkins (Nairobi, 26 maart 1941) is een Brits etholoog, evolutiebioloog en populair-wetenschappelijk schrijver. Dawkins is emeritus-fellow van New College in Oxford en was van 1995 tot 2008 hoogleraar wetenschapscommunicatie aan de Universiteit van Oxford. In 2006 richtte hij de Richard Dawkins Foundation for Reason and Science op.
Dawkins is een van de bekendste moderne schrijvers over de evolutietheorie. Hij verdedigt deze theorie op bevlogen wijze met wetenschappelijke argumenten tegen kritiek uit zowel wetenschappelijke als niet-wetenschappelijke hoek, zoals in zijn debuutwerk De zelfzuchtige genen (1976). Hij is een uitgesproken atheïst, modern  humanist, wetenschappelijk scepticus en hij ondersteunt de brights-beweging. Dawkins beschrijft zichzelf overigens wel als cultuurchristen die zich thuisvoelt in de christelijke tradities.
Dawkins staat bekend om zijn kritiek op het creationisme en intelligent design. In De blinde horlogemaker (1986) pleit hij tegen de horlogemaker-analogie, een argument voor het bestaan van een bovennatuurlijke schepper op basis van de complexiteit van levende organismen. In plaats daarvan vergelijkt hij evolutie met een blinde horlogemaker, in die zin dat reproductie, mutatie en selectie ongeleide processen zijn. In God als misvatting (2006) stelt Dawkins dat een bovennatuurlijke schepper vrijwel zeker niet bestaat en dat religieus geloof een waanidee is.

## Achtergrond, opleiding en betrekkingen

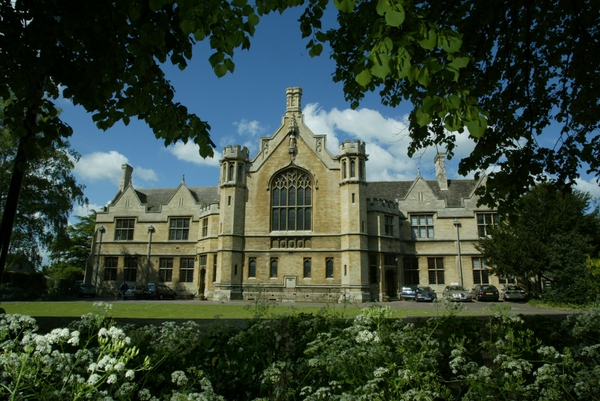
Oundle School, een Engelse public school met een Anglicaanse inslag, waar Dawkins tussen 1954 en 1959 leerling was

Tot zijn achtste woonde Dawkins in Kenia, waar zijn ouders een boerderij hadden. Daarna verhuisden zij naar Engeland. Dawkins werd anglicaans opgevoed maar zei het christelijk geloof tijdens zijn tienerjaren vaarwel omdat hij vond dat de evolutietheorie het leven afdoende zou verklaren zonder de noodzakelijkheid van een goddelijk ingrijpen.
Hij studeerde zoölogie aan de Universiteit van Oxford, waar hij werd onderwezen door de Nederlandse etholoog en zoöloog alsmede Nobelprijswinnaar Niko Tinbergen. Dawkins behaalde er diverse academische graden en wetenschappelijke promoties.
Van 1967 tot 1969 was hij assisterend hoogleraar in de zoölogie aan de Universiteit van Californië - Berkeley. Sinds 1970 is hij als zoöloog verbonden aan de Universiteit van Oxford, eerst als lector, van 1990 tot 1995 als reader (een Britse academische rang tussen die van lector en hoogleraar in) en van 1995 tot 2008 als Simonyi Professorship for the Public Understanding of Science. Laatste betrekking werd mogelijk gemaakt door Charles Simonyi, een Hongaars-Amerikaanse computerwetenschapper, software-ondernemer en ruimtetoerist, met de uitdrukkelijke bedoeling dat Dawkins als eerste deze zou gaan vervullen. Verder is hij ook nog Fellow of the Royal Society (lidmaat van de Britse academie voor natuurwetenschappen). In 2005 ontving hij een eredoctoraat van de Vrije Universiteit Brussel. In 2009 kwam daar nog een eredoctoraat aan de Universiteit Antwerpen bij.

## Bijdragen tot de evolutietheorie
Dawkins werd bekend door zijn boek The Selfish Gene (1976), waarin hij argumenteerde voor de genselectietheorie, zoals geformuleerd door o.a. William Donald Hamilton en John Maynard Smith, en als eerste het concept meme introduceerde in de evolutietheorie.
In 1982 publiceerde Dawkins The Extended Phenotype, waarin hij formuleert dat het effect van genen niet beperkt is tot de synthese van proteïnen, maar tevens elke invloed van het gen op de omgeving behelst. Het centrale theorema van The Extended Phenotype is dat het gedrag van een dier de overleving van de genen die verantwoordelijk zijn voor dat gedrag bevordert, of die genen nu aanwezig zijn in dat dier, of niet. Zo kan, bijvoorbeeld, het gedrag van een gastheer gewijzigd worden door genen die enkel aanwezig zijn in de parasiet, ten gunste van die parasitaire genen. Het concept van het uitgebreide fenotype wordt beschouwd als Dawkins' belangrijkste bijdrage tot de evolutietheorie.
Dawkins maakte verder naam als auteur van vele boeken over evolutie, waaronder The Blind Watchmaker (1986) waarin hij verklaart hoe een groot aantal kleine genetische mutaties aanleiding kunnen geven tot complexe organismen; The Ancestor's Tale (2004) dat de fylogenetische stamboom volgt tot aan het begin van het ontstaan van het leven en The Greatest Show on Earth (2009) dat, in reactie op het creationisme, een samenvatting geeft van alle bewijzen voor de evolutietheorie.

## Atheïsme

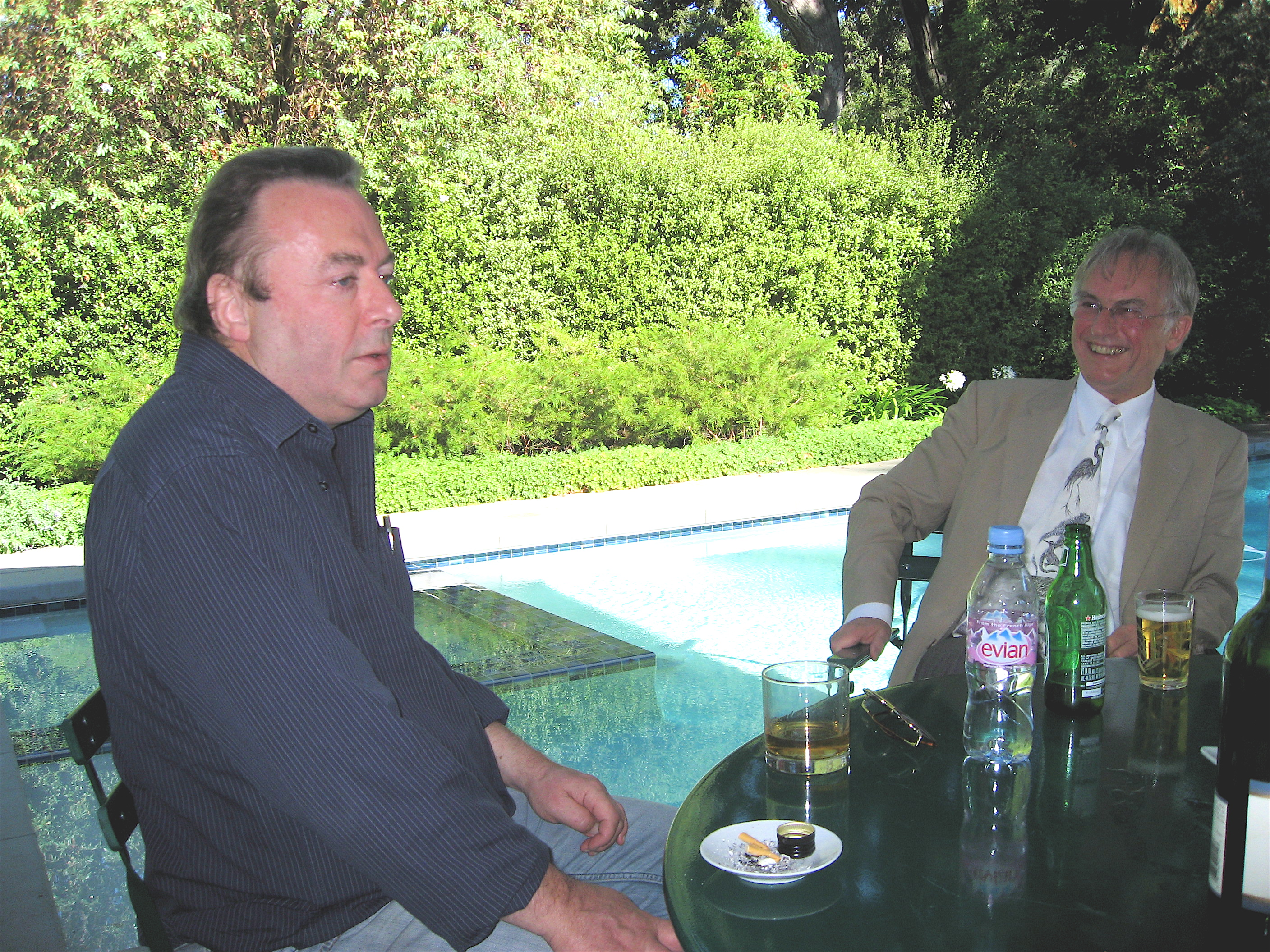
Christopher Hitchens (links) met Richard Dawkins

Dawkins' opvattingen over de evolutietheorie brachten hem al vaak in discussie met creationisten en aanhangers van Intelligent design. Zijn boek The God Delusion in 2006 ziet hij als zijn afrekening met die overtuigingen, met name het geloof in een schepping door iets bovennatuurlijks als een God.
Naast zijn publicaties is hij een veelgevraagd spreker en heeft hij een groot aantal televisieprogramma's gemaakt, zoals de documentaires The Root of All Evil?, The Enemies of Reason en The Genius of Charles Darwin voor het Britse Channel 4. Tevens is hij medeoprichter van de Richard Dawkins Foundation for Reason and Science. In 2004 was hij een van de zes personen aan wie een interview van een volledige uitzending werd gewijd in de documentaireserie The Atheism Tapes van de BBC. Dawkins is erelid van de National Secular Society.
Dawkins was bevriend met de schrijver Douglas Adams, die ook een atheïst was, en sprak op diens begrafenis. Hij wordt een van The Four Horsemen genoemd, samen met Sam Harris, wijlen Christopher Hitchens en Daniel Dennett. Zij zijn voorvechters van een moderne vorm van atheïsme, het nieuw atheïsme.

## Prijzen en erkenning

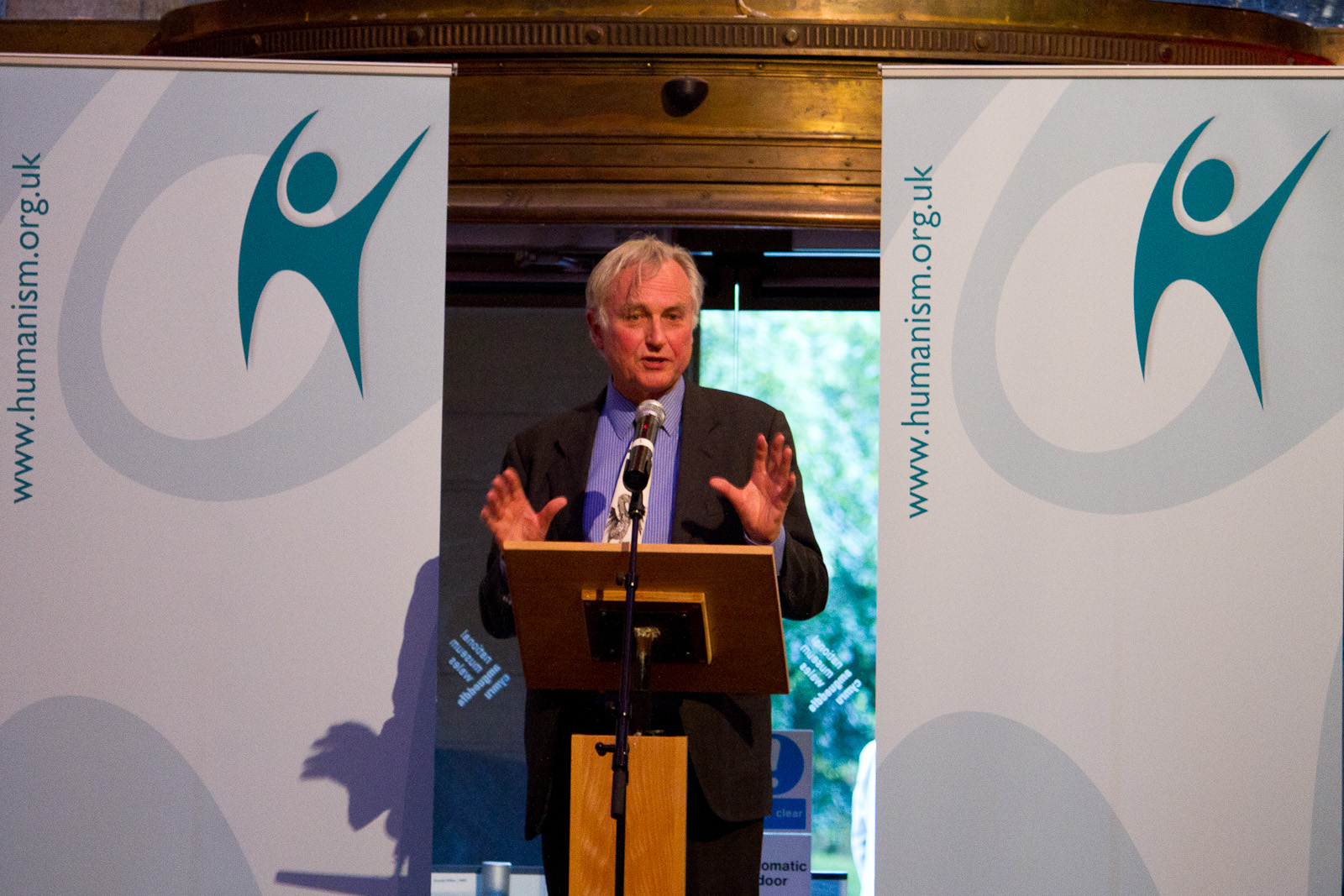
Dawkins neemt de Services to Humanism-prijs in ontvangst tijdens een conferentie van de British Humanist Association in 2012

Dawkins werd in 1989 benoemd tot Doctor of Science aan de Universiteit van Oxford. Hij ontving verschillende eredoctoraten in de wetenschappen aan de Universiteit van Westminster, Durham University, de Universiteit van Hull, de Universiteit Antwerpen, de Universiteit van Oslo, de Universiteit van Aberdeen, de Open Universiteit en de Vrije Universiteit Brussel. Hij werd in 1997 verkozen tot Fellow van de Royal Society of Literature en in 2001 tot Fellow of the Royal Society (FRS).
In 1987 ontving Dawkins een Royal Society of Literature Award en een Literary Prize van Los Angeles Times voor zijn boek De blinde horlogemaker. In hetzelfde jaar ontving hij een prijs voor zijn werk aan de BBC Horizon-aflevering The Blind Watchmaker. In dit wetenschappelijk documentaire-programma vatte hij de belangrijkste concepten uit zijn boek samen.
In 2004 stond Dawkins bovenaan de lijst van de 100 beste Britse intellectuelen volgens het tijdschrift Prospect. De lijst werd opgesteld aan de hand van insturingen van lezers. Dawkins kreeg tweemaal zoveel stemmen als de nummer twee. In het jaar daarop ontving hij de Sheakspeare Prize van de Alfred Toepfer Foundation als erkenning voor zijn "beknopte en toegankelijke presentatie van wetenschappelijke kennis". In 2007 werd hij door Time Magazine vermeld als een van de 100 meest invloedrijke mensen ter wereld.
In 2012 vernoemden Sri Lankaanse ichtyologen een karpergeslacht naar Dawkins: Dawkinsia.

## Kritiek
In een artikel in The Times bekritiseerde de Engelse journalist en historicus John Cornwell Dawkins, en meer in het bijzonder zijn boek The God Delusion. De toon van het boek beschreef Cornwell als "extremistisch en dogmatisch". Cornwell herhaalde zijn kritiek later ook in The Guardian en in zijn boek Darwin's Angel (2007).
De atheïstische filosoof Thomas Nagel verweet Dawkins in 2006 een reductionistische benadering bij zijn poging om in het boek The God Delusion het Argument from Design te weerleggen. Angst voor de godsdienst dreef Dawkins, volgens Nagel, tot deze reductionistische benadering, maar Nagel acht deze onhoudbaar: ze maakt het wereldbeeld nodeloos vlak en dwingt ertoe om bewustzijn, denken, waarden, zin en doel als belangrijke en zelfstandige onderwerpen uit onze beschouwingen te weren.
In 2007 ging Dawkins publiekelijk in debat met de Britse theoloog Alister McGrath naar aanleiding van diens kritische boek Dawkins' God. Over genen, memen en de zin van het leven.
Michael Ruse, zelf atheïst, darwinist en een van de hoofdredacteuren van The Oxford Handbook of Atheism, nam in 2012 afstand van het seculier humanisme zoals dat vertegenwoordigd wordt door Dawkins. Dit omdat het in zijn ogen religieuze trekken heeft aangenomen, niet open staat voor bewijsvoering, een bijna hysterische neiging heeft om elke vorm van godsdienstigheid te verwerpen, zich verliest in twisten over futiliteiten en omdat de leiders ervan, zoals Dawkins, worden bewierookt door een grote hoeveelheid volgelingen.
In 2014 schreef de atheïstische filosoof John Gray een bespreking van Dawkins' autobiografische schets An Appetite for Wonder: The Makings of a Scientist onder de titel The Closed Mind of Richard Dawkins. His atheism is its own kind of narrow religion. Gray ziet Dawkins in diens memoires naar voren komen als een man zonder zelfkennis, ijdel, ouderwets en pedant, een atheïstische zendeling, een humorloze figuur met een beperkte kennis van en belangstelling voor de godsdienst waaraan hij zo'n hekel heeft, iemand die godsdienstige teksten letterlijk neemt en daarmee blind is voor redelijker interpretaties ervan, die bovendien vrij gangbaar zijn. In 2008 schreef Gray: "Dawkins' "mementheorie van de religie" is een klassiek voorbeeld van de onzin die ontstaat als je het gedachtegoed van Darwin toepast buiten het gebied waarvoor het bedoeld is".

## Privéleven
Dawkins trouwde drie keer en heeft een dochter. In 1967 trouwde hij met een collega-gedragsbioloog. Ze scheidden in 1984. Op 1 juni van dat jaar trouwde hij in Oxford en kreeg dat jaar een dochter. Na de scheiding van Barham trouwde hij in 1992 met actrice Lalla Ward die hij had leren kennen door hun gezamenlijke vriend Douglas Adams. Ward illustreerde en werkte mee aan audioversies van enkele van zijn boeken.

## Documentaires en debatten
- Nice Guys Finish First (1987)
- The Blind Watchmaker (1987)
- Growing Up in the Universe (1991)
- Break the Science Barrier (1996)
- The Atheism Tapes (2004)
- The Root of all Evil? (2006)
- The Enemies of Reason (2007)
- The Four Horsemen, Episode One (2007)
- The Genius of Charles Darwin (2008)
- The Unbelievers (2013)
- Dawkins sprak verschillende keren op de jaarlijkse bijeenkomst van Technology, Entertainment, Design (zogeheten TED-talks). Zijn korte lezingen daar heetten An atheist's call to arms en The universe is queerer than we can suppose.